# Université d'État d'Adamawa
L'université d'État d'Adamawa est une université nigériane située à Mubi, dans le district sénatorial du nord de l'État d'Adamawa, au Nigeria. Elle a été créée en 2002 par la loi n°10 de 2001 de l'université d'État d'Adamawa,. Le slogan de l'université est « Vers un développement et une transformation rapides de l'État ».